# Мальвиль (фильм, 1980)
«Мальвиль» (фр. Malevil) — французский постапокалиптический фильм 1981 года, режиссёра Кристиана де Шалонжа, снятый по одноимённому роману Робера Мерля.

## История
Снят в 1981 году во Франции. Кино не совсем соответствует роману Р. Мерля.

## Сюжет
Жизнь группы людей в замке после ядерной войны, организация жизни, выживание в посткатастрофическое время.

## Герои
- Мишель Серро — Эмманюэль
- Жак Дютрон — Колен
- Жан-Луи Трентиньян — Фульбер
- Жак Вильре — Момо
- Робер Дери — Пейсу

## Награды и номинации
Премия «Сезар»-1982:
- Лучший монтаж — Анри Ланоэ (номинация)
- Лучшая работа оператора — Жан Пензер (номинация)
- Лучший звук — Пьер Гаме (номинация)
- Лучшие декорации — Макс Дюи (награда)

Fantafestival-1982:
- Лучший фильм — Кристиан де Шалонж (награда)